# Затишное (Крым)
Зати́шное (укр. Затишне, крымскотат. Zatişnoye, Затишное) — село в Ленинском районе (Автономной) Республики Крым, входит в состав Чистопольского сельского поселения (Чистопольского сельсовета).

## Население
| 2001 | 2014 |
| ---- | ---- |
| 207  | ↘153 |

Всеукраинская перепись 2001 года показала следующее распределение по носителям языка
| Язык             | Процент |
| ---------------- | ------- |
| русский          | 46.38   |
| крымскотатарский | 41.06   |
| украинский       | 10.14   |
| белорусский      | 1.93    |
| другие           | 0.48    |

## Современное состояние
На 2017 год в Затишном числится 1 улица — Севастопольская; на 2009 год, по данным сельсовета, село занимало площадь 46,9 гектара на которой, в 75 дворах, проживало 217 человек.

## География
Затишное расположено на водоразделе безымянных притоков реки Аджиельская и её притока Артезиан, на северных отрогах Парпачского хребта, высота центра села над уровнем моря 77 м. Находится примерно в 45 километрах (по шоссе) на северо-восток от районного центра Ленино. Прилегает с севера к Чистополью. Транспортное сообщение осуществляется по региональной автодороге 35Н-336 Керчь — Чистополье — Новоотрадное (по украинской классификации — С-0-10829).
Село образовано между 1968 годом, когда в списках его ещё не значилось и 1977 годом, когда Затишное уже числилось в составе Чистопольского сельсовета. С 12 февраля 1991 года село в восстановленной Крымской АССР, 26 февраля 1992 года переименованной в Автономную Республику Крым. С 21 марта 2014 года в составе Крыма аннексировано Россией.